# Leopoldo Ruiz y Flores
Leopoldo Ruiz y Flores (Santa María Amealco, Querétaro, 13 de novembro de 1865 - Morelia, Michoacán, 12 de dezembro de 1941) foi um arcebispo católico romano mexicano e um dos prelados que firmaram a assinatura dos acordos que encerraram o conflito armado do Cristianismo no México entre 1926 e 1929.

## Biografia
Aos 11 anos ingressou no Colégio Josefino da Cidade do México e pelas suas qualidades foi enviado para Roma em 1881 para o Pontifício Colégio Pio Latino-americano para estudar teologia na Universidade Gregoriana. Chegou a receber três doutorados, um em filosofia, outro em teologia e mais um em direito canônico. Ordenado sacerdote em 17 de março de 1888.
Ainda permaneceu em Roma mais três anos, estudando, e retornou ao México em 1889. Deu aulas no Colégio Clerical e foi diretor espiritual. Em 1892 foi professor de Filosofia no Seminário Conciliar do México e, ao mesmo tempo, pároco de Tacubaya no Distrito Federal. Participou em Roma como notário de destaque, de maio a julho de 1899, no Conselho Plenário da América Latina.
Em 12 de novembro de 1900, o Papa Leão XIII o nomeou Bispo de Léon. Recebeu sua consagração episcopal em 27 de dezembro, na Catedral de Leão, pelo Arcebispo do México, Próspero María Alarcón y Sánchez de la Barquera; os principais co-consagradores foram Santiago de los Santos Garza Zambrano, Arcebispo de Linares o Nueva León, e Francisco Plancarte y Navarrete, Bispo de Cuernavaca.
Em 14 de setembro de 1907, o Papa Pio X o nomeou Arcebispo de Linares o Nueva León, sendo instalado em 6 de novembro. Em 27 de novembro de 1911, foi nomeado Arcebispo de Michoacán, onde foi instalado em 12 de janeiro de 1912.
O arcebispo foi forçado ao exílio em 1914, devido aos conflitos religiosos no país e viveu algum tempo em Chicago. Durante o governo de Plutarco Elías Calles, foi novamente exilado com todos os bispos mexicanos, voltando aos Estados Unidos. Em 1928, os bispos reunidos San Antonio, Texas, após a morte do Arcebispo do México José Mora y del Río, foi escolhido presidente do Comitê Episcopal Mexicano.
Em 10 de outubro de 1929 foi nomeado delegado apostólico no México. A Guerra Cristera, uma rebelião contra a supressão da Igreja Católica pelo governo, estava terminando, mas anos de conflito sobre sua resolução se seguiram. Em sua nova função, Arcebispo Ruiz liderou os bispos mexicanos para o alinhamento com o Papa Pio X, que se opôs à rebelião, mas lutou contra o anticlericalismo contínuo do governo. Ruiz representou a Igreja em negociações difíceis com o governo enquanto lutava com instruções e pronunciamentos de Roma. A situação piorou quando o Papa emitiu uma encíclica, Acerba animi, em 29 de setembro de 1932, que denunciou o governo por renegar acordos anteriores. Ruiz sempre foi moderado em tom e postura, mas como representante do Vaticano tornou-se o alvo da resposta do governo. Em 3 de outubro de 1932, a Câmara dos Deputados votou pelo seu exílio novamente aos Estados Unidos
Em 1937, Leopoldo Ruiz y Flores foi destituído do cargo de Delegado e no ano seguinte pôde retornar ao México para celebrar suas bodas de ouro como sacerdote.